# تشو نان
تشو نان (بالصينية: 周南) هو دبلوماسي وسياسي صيني، ولد في 1 ديسمبر 1927 في تشانغتشون في الصين. نشط حزبياً في الحزب الشيوعي الصيني. وقد انتخب عضو اللجنة الدائمة للمجلس الوطني لنواب الشعب الصيني ‏ خلال فترته النيابية ‏ وانتخب عضو مجلس الشعب الصيني ‏ عن دائرة هونغ كونغ خلال فترته النيابية ‏.